# Székely himnusz
Het Székely himnusz (Szekler volkslied) is het officiële volkslied van de Szeklers, een etnische Hongaarstalige bevolkingsgroep in Roemenië en leeft in het Szeklerland. Sinds 2009 heeft de Nationale Szekler Raad het lied officieel volkslied verklaard.
Het lied stamt uit 1921, de tekst is van György Csanádi, de muziek van Kálmán Mihalik. Het wordt zowel in Roemenië als in Hongarije bij officiële gebeurtenissen ten gehore gebracht. In Roemeense kringen is het lied omstreden.
In de tekst wordt verwezen naar Prins Csaba, de prins die in de legendes de leider was van de Szeklers.

## Tekst

### Hongaarstalige tekst
Ki tudja merre, merre visz a végzet
Göröngyös úton, sötét éjjelen.
Segítsd még egyszer győzelemre néped,
Csaba királyfi csillagösvényen.
Maroknyi székely porlik, mint a szikla
Népek harcának zajló tengeren.
Fejünk az ár ezerszer elborítja,
Ne hagyd el Erdélyt, Erdélyt, Istenem!

### Nederlandse vertaling
Wie weet waar het noodlot ons brengt
Op een ruige weg, in een donkere nacht.
Help uw volk nogmaals naar een overwinning,
Prins Csaba, op het sterrenspoor.
Handjevol Szeklers, slijten als een rots,
op de zee van de strijd der volkeren.
De vloed overspoelt onze hoofden duizend maal.
Verlaat Transsylvanië niet, Transsylvanië mijn God!
vertaling: Allard Wiersma